# Almir de Souza Fraga
Almir de Souza Fraga (nacido el 26 de marzo de 1969) es un exfutbolista brasileño que se desempeñaba como delantero.
Almir jugó 5 veces para la selección de fútbol de Brasil entre 1990 y 1993.

## Trayectoria

### Clubes
| Club               | País    | Año       |
| ------------------ | ------- | --------- |
| Grêmio             | Brasil  | 1988-1989 |
| Santos             | Brasil  | 1990-1993 |
| Bellmare Hiratsuka | Japón   | 1994-1996 |
| São Paulo          | Brasil  | 1995      |
| Atlético Mineiro   | Brasil  | 1997      |
| Palmeiras          | Brasil  | 1998      |
| Internacional      | Brasil  | 1999      |
| Gaziantepspor      | Turquía | 1999-2000 |
| Sport Recife       | Brasil  | 2000      |
| São Caetano        | Brasil  | 2001      |
| Querétaro FC       | México  | 2001-2003 |
| Atlas              | México  | 2003-2004 |
| Lobos BUAP         | México  | 2004      |
| Ulbra Ji-Paraná    | Brasil  | 2005      |
| Porto Alegre       | Brasil  | 2006-2008 |
| Mogi Mirim         | Brasil  | 2008      |

### Selección nacional
| Selección | País   | Año       |
| --------- | ------ | --------- |
| Absoluta  | Brasil | 1990-1993 |

## Estadística de equipo nacional
| # | Fecha                    | Rival      | Sede           | Estadio                                | Resultado               | Competición       |
| - | ------------------------ | ---------- | -------------- | -------------------------------------- | ----------------------- | ----------------- |
| 1 | 12 de diciembre de 1990  | México     | Los Ángeles    | LA Memorial Coliseum                   | Brasil 0 - 0 México     | Amistoso          |
| 2 | 25 de mayo de 1991       | Bulgaria   | Río de Janeiro | João Havelange                         | Brasil 3 - 0 Bulgaria   | Amistoso          |
| 3 | 23 de septiembre de 1992 | Costa Rica | Los Ángeles    | Estádio Municipal Dr. Waldemiro Wagner | Brasil 4 - 2 Costa Rica | Amistoso          |
| 4 | 10 de junio de 1993      | Alemania   | Washington     | RFK Stadium                            | Brasil 3 - 3 Alemania   | Copa USA 1993     |
| 5 | 13 de junio de 1993      | Inglaterra | Washington     | RFK Stadium                            | Brasil 1 - 1 Inglaterra | Copa USA 1993     |
| 6 | 25 de mayo de 1993       | Argentina  | Guayaquil      | Estadio Monumental                     | Brasil 1 - 1 Argentina  | Copa América 1993 |

## Palmarés

### Torneos regionales
| Título                  | Club                             | Estado/Región      | Año  |
| ----------------------- | -------------------------------- | ------------------ | ---- |
| Campeonato Gaúcho       | Grêmio Foot-Ball Porto Alegrense | Río Grande del Sur | 1987 |
| Campeonato Gaúcho       | Grêmio Foot-Ball Porto Alegrense | Río Grande del Sur | 1988 |
| Campeonato Gaúcho       | Grêmio Foot-Ball Porto Alegrense | Río Grande del Sur | 1989 |
| Campeonato Gaúcho       | Grêmio Foot-Ball Porto Alegrense | Río Grande del Sur | 1990 |
| Campeonato Pernambucano | Sport Club do Recife             | Pernambuco         | 2000 |
| Copa do Nordeste        | Sport Club do Recife             | Región Nordeste    | 2000 |

### Torneos nacionales
| Título              | Club                             | País   | Año  |
| ------------------- | -------------------------------- | ------ | ---- |
| Copa de Brasil      | Grêmio Foot-Ball Porto Alegrense | Brasil | 1989 |
| Supercopa de Brasil | Grêmio Foot-Ball Porto Alegrense | Brasil | 1990 |
| Copa de Brasil      | Sociedade Esportiva Palmeiras    | Brasil | 1998 |

### Torneos internacionales
| Título                  | Club                          | Sede           | Año  |
| ----------------------- | ----------------------------- | -------------- | ---- |
| Copa Máster de Conmebol | São Paulo Futebol Clube       | Cuiabá         | 1996 |
| Copa Conmebol           | Clube Atlético Mineiro        | Belo Horizonte | 1997 |
| Copa Mercosur           | Sociedade Esportiva Palmeiras | São Paulo      | 1998 |